# Підранки
«Підранки» (рос. «Подранки») — радянський художній фільм режисера  Миколи Губенка, який вийшов на кіностудії «Мосфільм» у 1976 році.

## Сюжет
Письменник Олексій Бартенєв повертається в місто, де провів дитинство. Виріс він в дитячому будинку, бо його батьки загинули під час війни, коли йому ще не було і року (батько загинув на фронті, мати повісилася).
Олексій дуже хоче знайти своїх двох братів, яких зовсім не пам'ятає. Адресу і долю своїх родичів він знаходить в архіві. Сестра Наташа померла в 1947 році. Старші брати були усиновлені різними сім'ями. Сергій Погарцев, старший брат, став злочинцем-рецидивістом і відбував на момент їхнього знайомства третій термін. Денис Кусков, середній брат, був усиновлений партійним функціонером і на відміну від інших братів і сестри ріс в досить благополучній обстановці.
Наташа була в гостях у Дениса і прийом їй був наданий найнеприємніший, але подробиць вона Альоші не розказала. Альоша і сам по ходу фільму намагався познайомитися з Денисом, але той удав, що не розуміє в чому справа. Уже після знайомства, будучи дорослим, Денис зізнався, що все пам'ятає і шкодує.
Дитинство головного героя показано уривчастими сюжетами, в яких зображено суворий побут повоєнної Одеси. Альоша, вдаючи з себе німого, разом зі зграєю таких же безпритульних і сестрою Наталею обмінює крадений патефон на шматок хліба. Трохи пізніше, відстеживши громадянку з куркою, вони намагаються вкрасти продукти: Наташа відволікає громадянку, Альоша через балкон проникає в квартиру. Сусід-міліціонер зірвав спробу крадіжки і здав спійманого безпритульного в дитячий будинок. Наташа сама приходить в дитячий будинок, тому що не хоче, щоб її розлучили з братом…

## У ролях
- Юозас Будрайтіс — Олексій Бартенєв, поет і письменник (озвучував Микола Губенко)
- Георгій Бурков — Сергій Миколайович Погарцев, старший брат
- Олександр Калягін — Денис Миколайович Кусков, архітектор, середній брат
- Олексій Черствов — Альоша Бартенєв
- Жанна Болотова — Алла Костянтинівна, вчителька біології
- Ролан Биков — Володимир Громов, воєнрук
- Микола Губенко — Григорій Альбертович Криворучко, вихователь в інтернаті
- Наталя Гундарева — Тася
- Євген Євстигнєєв — сторож-опалювач в інтернаті
- Зоя Євсеєва — Валька Ганьдін, вихованець
- Бухуті Закаріадзе — директор інтернату
- Пантелеймон Кримов — Сергій Макарович, вчитель літератури (озвучував Андрій Попов)
- Віктор Філіппов — міліціонер, сусід Фросі
- Валентина Березуцька — Валюша, нянечка в притулку
- Данило Нетребін — Даня, лікар в дитячому будинку
- Георгій Кавтарадзе — вчитель фізкультури
- Людмила Шагалова — Ніна Григорівна, вихователька в капелюшку
- Михайло Херхеулідзе — лахмітник
- Микола Волков — дядя Коля (Микола Степанович), прийомний батько Альоші
- Дмитро Бессонов — Вадим Федотович, вихователь
- Ольга Строгова — Наташа, сестра Альоші
- Олександр Поляков — «Болт»
- Андрій Болдін — вихованець
- Світлана Коновалова — архіваріус (в титрах не вказано)
- Ельза Леждей — мачуха Дениса (в титрах не вказано)
- Лариса Маркар'ян — Фрося (в титрах не вказано)

## Знімальна група
- Автор сценарію і режисер-постановник:  Микола Губенко
- Оператор-постановник:  Олександр Княжинський
- Художник-постановник:  Олександр Толкачов
- Вірші:  Геннадій Шпаликов
- Директор картини: Володимир Цейтлін

## Фестивалі та премії
- 1977 — Каннський кінофестиваль: Участь в Основній програмі
- 1977 — МКФ в Чикаго: Приз «Бронзовий Хьюго»
- 1977 — МКФ в Тегерані: Почесний диплом Союзу іранських кінокритиків
- 1978 — МКФ в Сантарені: Приз «Золоте гроно»
- 1978 — Всесоюзний кінофестиваль: Головний приз